# Shim Chang-min
Shim Chang-min (Hangul: 심창민; Hanja: 沈昌珉; Hán-Việt: Thẩm Xương Mân; sinh ngày 18 tháng 2 năm 1988) được biết đến với nghệ danh Max Changmin hay gọn hơn là MAX và Changmin (チャンミン Changmin) tại Nhật Bản, là nam ca sĩ Hàn Quốc, thành viên của nhóm nhạc TVXQ. Anh ra mắt cùng nhóm TVXQ năm 2003 với ca khúc "Hug", trong buổi biểu diễn đặc biệt của BoA và Britney Spears.

## Tiểu sử
Changmin sinh ra và lớn lên tại Seoul, Hàn Quốc trong một gia đình theo đạo Phật gồm cha mẹ đều là giáo viên và hai em gái.
Năm 14 tuổi, Changmin được một nhân viên của công ty SM Entertainment phát hiện trong khi anh đang chơi cầu lông ở dưới sân trường. Người này đã đuổi theo Changmin và mời anh tới buổi thử giọng nhưng anh đã từ chối vì sợ bị lừa đảo. Sau đó, anh trở về nhà và kể lại chuyện này với mẹ. Mẹ của Changmin vì muốn có cơ hội được gặp nữ ca sĩ BoA nên bà đã dẫn anh đi thử giọng và Changmin đã giấu bố anh chuyện này . Tại buổi thử giọng, Changmin chỉ hát một bài hát cũ và vỗ tay kiểu quân đội. Tuy nhiên, anh đã giành được giải nhất tại cuộc thi Tìm kiếm tài năng trẻ lần thứ sáu của SM. Ba ngày sau cuộc thi, SM Entertainment đã liên lạc với Changmin để ký hợp đồng.
Changmin sử dụng thành thạo tiếng Nhật. Anh tốt nghiệp trường trung học Gaepo năm 2006 và được tuyển thẳng vào khoa Y học cổ truyền, Đại học Kyung Hee. Năm 2009, anh ghi danh vào chuyên ngành Âm nhạc hậu hiện đại cũng của trường này. Năm 2011, anh theo học văn bằng 2 ngành Phim và Kịch nghệ tại Đại học Konkuk. Changmin học tiếp văn bằng thạc sĩ của Đại học Inha.
Ngoài ra Changmin cũng có niềm say mê với nhiếp ảnh và là học trò của nhiếp ảnh gia Kim Young-joon.

## Sự nghiệp

### Cá nhân
Bên cạnh hoạt động cùng DBSK, Changmin cũng tham gia một số dự án riêng lẻ khác. Năm 2007, anh viết lời cho ca khúc "Evergreen", soạn nhạc bởi một thành viên khác của DBSK là Micky Yoochun, nằm trong album 2007 Winter SMTown - Only Love của SMTown.
Năm 2008, anh viết lời tiếng Hàn cho ca khúc "Love In The Ice" trong album tiếng Hàn thứ tư của nhóm, Mirotic.
Cùng năm đó, Changmin cũng thể hiện ca khúc "Wild Soul" cho đĩa đơn tiếng Nhật thứ 17 của DBSK trong dự án Trick, Two Hearts/Wild Soul.. Hè năm 2009, Changmin viết lời cho ca khúc "Nothing better -12:34" trong album 2009 SUMMER SMTOWN - SEASIDE
Cùng với vai diễn trong "Paradise Ranch", anh chia sẻ là mình đã tự viết lời cho bài hát Confession, nhạc phim của chính bộ phim anh đang đóng. Anh cũng đã thể hiện bài hát đó.
Ngày 28 tháng 9 năm 2017, ca khúc "In A Different Life" được phát hành trong dự án SM STATION để mừng sự trở lại của TVXQ sau 2 năm vắng bóng để nhập ngũ theo quy định. "In A Different Life" là là một bản acoustic ngọt ngào với phần lời do chính Changmin sáng tác. Ca khúc này chính là món quà đặc biệt mà Changmin dành tặng cho các fan của mình – những người đã kiên nhẫn chờ đợi và không ngừng ủng hộ anh trong suốt thời gian phục vụ trong quân đội.

### Diễn xuất
Năm 2006, Changmin cùng với DBSK đóng vai chính trong phim ngắn Vacation. Anh xuất hiện trong phần "Beautiful Life" bên cạnh Xiah Junsu. Họ cùng tham gia một số phần của Banjun Theater, một show truyền hình ăn khách trên SBS.
Năm 2009, Changmin tiếp tục với bộ phim truyền hình đầu tay "Paradise Ranch".. Đầu năm 2012 anh nhận lời tham gia một bộ phim điện ảnh Nhật Bản có tên là Run with the Gold (Tẩu thoát cùng vàng), được công chiếu vào tháng 11 cùng năm.
Năm 2014, Changmin tham gia bộ phim Mimi, phim đặc biệt với 4 tập phim và được nhận xét với tài diễn xuất tiến bộ.

### Hoạt động tình nguyện
Tháng 1 năm 2008, Changmin cùng cha tình nguyện làm sạch bãi biển ở Taean sau thảm họa tràn dầu lớn nhất trong lịch sử Hàn Quốc. Anh dự định đi Taean âm thầm trong một kì nghỉ xả hơi ngắn của DBSK và chỉ được tiết lộ với giới truyền thông khi một tình nguyện viên khác đăng hình của anh trên trang web của FC. Sự kiện này sau đó được xác nhận bởi quản lý của DBSK.

### Nghĩa vụ quân sự
Vào tháng 7 năm 2015, Changmin đã nộp đơn vào Sở Cảnh sát quân sự để có thể hoàn thành nghĩa vụ quân sự của mình. Anh đã nhập ngũ vào ngày 19 tháng 11 năm 2015 cùng với Choi Siwon (Super Junior). Sau 5 tuần được huấn luyện cơ bản tại Trại huấn luyện Quân sự Chungnam Nonsan, anh được phân đến làm việc tại Đơn vị Quảng bá đặc biệt của Sở cảnh sát Seoul. Changmin đã xuất ngũ vào ngày 18 tháng 8 năm 2017.

## Danh sách đĩa hát
| Tên          | Chi tiết                                                                                            | Danh sách bài hát |
| ------------ | --------------------------------------------------------------------------------------------------- | --- |
| Close To You | - Ngày phát hành: 18 tháng 11, 2015 - Ngôn ngữ: Japanese - Hãng đĩa: Avex Trax - Định dạng: CD, DVD | Danh sách bài hát CD 1. "Into The Water" 2. "Michinori" (道程) (The Journey) 3. "Oh No!" 4. "Rock with U" 5. "Gold Dust" 6. "Admit it, You love it" 7. "Kogarashi ga Todoku Koro ni" (木枯らしが届く頃に) (When the Cold Winter Wind Comes) DVD 1. "Into The Water" (Video clip) 2. Jacket Making Movie 3. Off Shot Movie |
| Chocolate    | - Ngày phát hành: 06 tháng 04, 2020 - Ngôn ngữ: Korean - Hãng đĩa: SM Entertainment - Định dạng: CD | 1. Chocolate 2. High heels 3. Lie (ft. Chungha) 4. Piano 5. Me, Myself & I 6. No Tomorrow |
| HUMAN        | - Ngày phát hành: 08 tháng 12, 2021 - Ngôn ngữ: Japanese - Hãng đĩa: Avex Trax - Định dạng: CD      | 1. HUMAN 2. Don't let me down 3. You light my moon 4. Put Your Records On 5. Over 6. もう愛してると言えない |
| DEVIL        | - Ngày phát hành: 06 tháng 04, 2020 - Ngôn ngữ: Korean - Hãng đĩa: SM Entertainment - Định dạng: CD | 1. DEVIL 2. Fever 3. Maniac 4. Dirty Dancing 5. Alien 6. Airplane Mode |

## Danh sách phim đã tham gia

### Phim truyền hình
| Năm  | Tựa đề                          | Vai                                                  |
| ---- | ------------------------------- | ---------------------------------------------------- |
| 2006 | Banjun Theater                  | Chính mình                                           |
| 2006 | Vacation                        | Chính mình                                           |
| 2010 | Âm mưu Athena                   | Choi Tae-hyeon (khách mời, 4 tập)                    |
| 2011 | Đồng cỏ thiên đường             | Han Dong-Joo                                         |
| 2013 | Welcome to the show             | Chính mình (khách mời)                               |
| 2013 | Saki                            | Khách hàng tại tiệm bánh (Khách mời, cùng với Yunho) |
| 2014 | Mimi                            | Han Min-woo                                          |
| 2015 | The scholar who walks the night | Thái tử Lee Yoon                                     |

### Phim điện ảnh
| Năm  | Tựa đề                              | Vai        |
| ---- | ----------------------------------- | ---------- |
| 2012 | I AM (Phim tài liệu do SM sản xuất) | Chính mình |
| 2012 | Tẩu thoát cùng vàng                 | Momo       |

### Nhạc kịch
| Năm  | Tựa đề          | Vai             |
| ---- | --------------- | --------------- |
| 2024 | Benjamin Button | Benjamin Button |
|      |                 |                 |

## Danh sách giải thưởng đã nhận
| Năm  | Giải thưởng               | Hạng mục                   | Tên phim              | Kết quả   |
| ---- | ------------------------- | -------------------------- | --------------------- | --------- |
| 2012 | Hochi Film Awards         | Best New Artist            | Fly with the Gold     | Đề cử     |
| 2013 | Japan Academy Awards      | Newcomer of the Year       | Fly with the Gold     | Đoạt giải |
| 2013 | Japan Film Critics Awards | Best New Artist            | Fly with the Gold     | Đoạt giải |
| 2013 | KBS Entertainment Awards  | Best Entertainer (Variety) | Cool Kiz On The Block | Đoạt giải |
| 2013 | KBS Entertainment Awards  | Best Newcomer              | Moonlight Prince      | Đề cử     |